# ライブ帝国 RCサクセション
『ライブ帝国 RCサクセション』は、2003年に発表されたRCサクセションのライブ・ビデオ。

## 解説
TVKテレビの音楽番組「Live TOMATO」で放送されたライヴを収録した映像作品。
音声はオリジナル・ステレオと、ステレオを元に5.1chサラウンド化されたものが収録されている。

## 収録曲

### 1987年6月4日放送
1987年5月29日　新都市ホール収録
1. キモちE
（作詞・作曲：忌野清志郎）
2. BAKANCE
（作詞・作曲：忌野清志郎）
3. LONELY NIGHT (NEVER NEVER)
（作詞・作曲：忌野清志郎）
4. ドカドカうるさいR&Rバンド
（作詞・作曲：G忌麗）
5. 雨あがりの夜空に
（作詞・作曲：忌野清志郎・仲井戸麗市)

### 1988年6月2日放送
1988年5月23日　新都市ホール収録
1. MIDNIGHT BLUE
（作詞・作曲：忌野清志郎）
2. HONEY PIE
（作詞・作曲：忌野清志郎）
3. SUMMERTIME BLUES
（作詞・作曲：Eddie Cochran / Jerry Capehart、日本語詞：忌野清志郎）
4. LOVE ME TENDER
（作詞・作曲：Elvis Presley / Vera Matson 、日本語詞：忌野清志郎）